# Pasta (Nogradska županija, Mađarska)
Pasta (mađ. Pásztó) je gradić na sjevernom dijelu istočne polovine Mađarske. Uz granicu s Peštanskom županijom, sjeverno od hrvatskog prstena naselja. Pastanski je hrvatski toponim zabilježio Živko Mandić u podunavskom selu Senandriji.

## Upravna organizacija
Upravno pripada pastanskoj mikroregiji kojoj je sjedište, a u Nogradskoj županiji. Poštanski je broj 3060, a neka naselja koja joj pripadaju broja su 3065 i 3082. U selu djeluje romska manjinska samouprava.

## Povijest
1984. je godine Pasta postala gradom, pri čemu je za to izvornoj Pasti trebalo pripojiti naselja Hasznos i Matraszollos, dok je iz dijelova nekih naselja koja su pripadala Pasti 1991. formirano samostalno selo Matraszollos.

## Stanovništvo
U Pasti je prema popisu 2001. živjelo 10.457 stanovnika, većinom Mađara, 2,1% Roma, nešto Slovaka i Nijemaca te drugih.